# われら
『われら』（ロシア語: Мы）はエヴゲーニイ・ザミャーチンの長編ディストピア小説で、1920年から翌年にかけて執筆された。ソ連本国では発表出来ず、1927年チェコで出版された。ソ連ではペレストロイカ後の1988年になってようやく出版された。

## 概要
物語は宇宙船の建造技師Д-503による日記という形式で進められる。26世紀、全世界は『緑の壁』に覆われ『恩人』が支配する『単一国家』によって統治されていた。そこではガラス製の集合住宅、道路には盗聴器が仕掛けられ、空には監視用の航空機が飛行するなどプライバシーは一切無かった。全ての住民に番号が割り振られ、同じ時間に目を覚まし、毎日同じ制服を着て合成食料を食べ、命令された通りに仕事をし、性行為さえ当局が関与する完全な管理社会であった。
主人公であるД-503を含め、そういう社会を誰も疑問視せずに統制された生活を送っていた。ところが、一人の女性I-330が国家転覆を企てていると知ったД-503は次第に感化され、科学だけでは割り切れない人間の行動や感情を取り戻して行く。しかし、Д-503が製作を手伝った宇宙船インテグラル号が飛行実験を行った直後、密告により計画は失敗に終わり、I-330は拷問・処刑され、Д-503は想像力摘出手術を受けさせられて元の管理された生活に戻されてしまった。
作中で出てくる『守護局』はチェーカー、『守護者』はチェキスト、『恩人』はレーニンを暗示している。

## 登場人物
- Д-503 - 宇宙船の技師
- I-330 - Д-503を誘惑する女性。『単一国家』の転覆を狙っている。
- О-90 - Д-503の性行為の相手として割り当てられた女性。
- R-13 - Д-503の友人。公開処刑の際に詩を朗読する係でもある。
- Ю - Д-503の住居のエントランスを監視する女性。
- S-4711 - Д-503の前に現れる『守護者』。体がS字にカーブしている。
- 恩人 - 『単一国家』の支配者。

## 評価
共産主義批判の小説として、ジョージ・オーウェルの『1984年』を三十年近く先行していた事は特筆に値する。西側において、合理主義的世界観に立脚した科学技術への疑問が顕著になるのは1960年代になってからであった。H.G.ウェルズ以降のSFでは科学技術の進歩が人類に幸福をもたらすという前提に立った小説が隆盛を極めた。
ただし、科学技術の危険性というテーマは19世紀のウェルズやジュール・ヴェルヌの作品に既にみられ、SFの初期から存在していたものである。同時代のソ連の作家であるアレクサンドル・ベリャーエフも、科学的道具立てを応用したディストピアものを執筆している。ザミャーチンのオリジナリティは､科学技術そのものの危険性を指摘したことではなく、科学技術と結びついた近代合理主義・設計主義的価値観への批判を示したところにあるといえる。
以上のような評もなされるが、実際には異なる事情がある。
一つには、オルダス・ハクスリーによる『すばらしい新世界』が1932年に出版されている。つまり『1984年』に対し、突然先行して現れていたわけではない。二つには、1917年のロシア革命から1922年のソビエト社会主義共和国連邦の建国に至るまでの出来事がある。ザミャーチンはこれを見ており、そこから着想を得ている。三つには、科学技術の危険性に関するものである。先に書いたように、ザミャーチンは科学技術に対して書いたわけではなく、むしろ人間の理性の危うさについての作品である。この点については作中の集会や像が挙げられる。集会は認知バイアスに関する状況であり、ザミャーチンが見た状況を反映している。また、像は個人の外に作られた偶像であり、人間が理性よりも偶像を求めるという状況である。これもまた、ザミャーチンが見た状況を反映している。
また、書かれた時代も考える必要がある。『われら』と『すばらしい新世界』は第二次世界大戦以前に書かれた作品であり、『1984年』は以後に書かれた作品である。そのため前者二つは起こりつつあることと、これから起こる可能性があることを着想として、人間の理性の危うさを書いている。対して『1984年』は起きたことと、起きていることを着想としている。とくに"BIG BROTHER IS WATCHING YOU"という標語は、ソ連内務省への風刺でもある。この違いは作中世界にも反映されている。『われら』の作中世界は上述のように単一国家、あるいは単一都市である。『すばらしい新世界』の作中世界は地球規模での統治である。それに対し『1984年』は戦後ではあっても依然として戦争状態にある。
このように、これらの作品は、合理主義や科学技術はあくまで道具立てとして用いたものであり、描かれていることとは関係がない。また、「科学技術の危険性」や「科学技術と結びついた近代合理主義・設計主義的価値観への批判」というものではなく、各々の時代において目の前で起きつつある、あるいは起きていることに対しての風刺である。
オーウェルは1946年に書評を書いている。

## 日本語訳
- 川端香男里 訳『われら』講談社〈海外秀作シリーズ〉、1970年。
- 川端香男里 訳『われら』講談社〈講談社文庫〉、1975年。
- 小笠原豊樹 訳『われら』集英社〈世界の文学 4 ザミャーチン〉、1977年1月。
- 小笠原豊樹 訳『われら』集英社〈ギャラリー 世界の文学 15 ザミャーチン〉、1990年10月。
- 川端香男里 訳『われら』岩波書店〈岩波文庫〉、1992年1月。ISBN 4-00-326451-7。
- 小笠原豊樹 訳『われら』解説中島京子、集英社〈集英社文庫〉、2018年1月。ISBN 4-08-760743-7。
- 松下隆志 訳『われら』光文社〈光文社古典新訳文庫〉、2019年9月。ISBN 4-33-475409-0。

## 映像作品
- Wir - 1982年公開の映画。ZDF制作。
- The Glass Fortress - 2016年公開。フランスの短編映画
- Мы - 2022年公開予定のロシア映画。